# Moniezia expansa
Moniezia expansa är en plattmaskart som först beskrevs av Rudolphi 1810.  Moniezia expansa ingår i släktet Moniezia och familjen Anoplocephalidae. Inga underarter finns listade i Catalogue of Life.